# Timothée Rey
Pour les articles homonymes, voir Rey.
 (juin 2021).
Il peut être nécessaire de l'améliorer pour respecter le principe de neutralité de point de vue. Veuillez consulter la page de discussion pour plus de détails.

 (juin 2021).
Timothée Rey, né le 3 avril 1967 à Annecy-le-Vieux (Haute-Savoie), est un écrivain français de science-fiction, fantastique, fantasy et récit policier.

## Biographie
Timothée Rey est un écrivain français dont les œuvres se rattachent aux littératures de l'imaginaire. Outre cinq romans (dont deux policiers préhistoriques se déroulant durant l'Aurignacien, voilà 32 500 ans, et deux autres relevant du fantastique et de la fantasy sous le pseudonyme de Lazare Guillemot), il a publié des nouvelles (science-fiction, fantastique, fantasy, polar) dans de nombreux fanzines, anthologies et revues, dont Le Codex Atlanticus, Galaxies et Fiction, ainsi que dans six recueils de ces nouvelles, dont Caviardages (2008), 'Cosmos à moelle (2014) et Toasts et autres tributs (2017).
Il a reçu le prix Rosny aîné 2011 de la meilleure nouvelle pour « Suivre à travers le bleu cet éclair puis cette ombre », parue dans Des nouvelles du Tibbar.
Publiant également de la poésie (revues Alias, Coup de soleil, Les Citadelles, ainsi que cinq recueils), il expose des « mobiles-poèmes », Spoutniks ou Molécules. Il est aussi le maître d’œuvre de plusieurs intégrales d'auteurs de science-fiction américains, aux éditions Mnémos (traductions, préfaces, glossaires, etc.). 
Enfin, il est scénariste de bande dessinée, pour la série « Infra-Rouge vs Ultra-Violette » dont le dessinateur est Colville Petipont.

## Œuvres

### Poésie
- Bestioles (poèmes), éd. Société des Arts de Thonon et du Chablais, 1986
- Un Aiguillage de cheveux (poèmes), éd. Le Palmier dans la main, 1988
- Chair accueillante à la lumière (99 poèmes et 1 gadget), Le Palmier dans la main, 1996
- Mythologie des courants d'air (poèmes), Le Palmier dans la main, 2003
- Stamped Stomps (poèmes-tampons), Le Palmier dans la main, 2004

### Romans

#### SérieN’a-Qu’un-Œil, chamane-détective
1. Les Souffles ne laissent pas de traces, Les Moutons électriques, coll. Bibliothèque voltaïque, 2014
2. La Mère des ondes et des crues, Les Moutons électriques, coll. Bibliothèque voltaïque, 2015

#### Roman indépendant
- Horus & Cie, Les Moutons électriques, coll. Naos, 2016

#### SérieSérie Gog & Magog, pédagogues de choc(sous le pseudonyme de Lazare Guillemot)
1. 115° vers l’épouvante (roman), Les Moutons électriques, coll. Les Saisons de l'Étrange, 2018 : « Saison 1 », 2018  (ISBN 978-2-36183-442-5)
2. « Une nuit en Tunisie - Laylatan fi Tunis » (novella) in : Trailer de la Saison 2, Les Moutons électriques, coll. Les Saisons de l'Étrange, 201 ; « Saison 1 »  (ISBN 978-2-36183-527-9)
3. L’Ombre du roi en jaune (roman), Éd. Moltinus, coll. Les Saisons de l'Étrange, 2019 ; « Saison 2 »  (ISBN 978-2-490972-05-0)
4. « Aux environs de minuit » (nouvelle), in : Les Épisodes de Noël, Éd. Moltinus, coll. Les Saisons de l'Étrange, 2019 ; « Saison 2 »  (ISBN 978-2-490972-15-9)

### Recueils de nouvelles
- Caviardages (7 nouvelles), La Clef d'Argent, coll. KholekTh, 2008
- Des nouvelles du Tibbar (12 nouvelles), Les Moutons électriques, coll. Bibliothèque voltaïque, 2010
- Dans la forêt des astres (21 nouvelles), Les Moutons électriques, coll. Bibliothèque voltaïque, 2011
- La Providence du Reclus (3 nouvelles), ActuSF (numérique), 2012
- Cosmos à moelle (6 nouvelles), ActuSF (numérique), 2014
- Toasts et autres tributs (6 nouvelles), ActuSF (numérique), 2017

### Nouvelles
- « Silicone carnée », Géante rouge, N° 2, 2005
- « À l'arrivée de la quarante-deuxième grande course autour de la Galaxie », Géante rouge, N° 5, 2006
- « L'Ordure/un », Géante rouge, N° 9, 2007
- « Pour l'entretien », Parchemins & Traverses n°4, 2007
- « Flux tendu », Géante rouge, N° 10, 2008
- « Trouver chaussure à son pied », Les Vagabonds du Rêve, 2008
- « Boulonnaille », Galaxies, N° 4, 2008
- « Face au quarante-et-unième rugissant », Galaxies, N° hors-série "41", 2009
- « Mille soleils, une pluie », Galaxies, N° 11, 2010
- « Pierrier-Par-Cœur contre les dévoreurs de montagne », dans l'anthologie Super-Héros !, éd. Parchemins & Traverses, 2010
- « Qui suis-je ? dit le klapoutcheewoc », dans l'anthologie Afrique-s, éd. Parchemins & Traverses, 2010
- « S’il te plaît, désenzyme-moi un imMouton », dans l'anthologie Vampires à contre-emploi, Mnémos, 2014 (forme versifiée)
- « Clandos », dans l'anthologie 42, éd. Parchemins & Traverses, 2015 (théâtre)
- « Le Coup du lézard », dans l'anthologie Chemins de fer et de mort, La Clef d'Argent, 2016
- « Quando manducabimus ? » dans l'anthologie Dimension Cités Italiennes, Rivière Blanche, 2016
- « T.I.R. », dans l'anthologie Dimension Routes de Légendes, légendes de la route, Rivière Blanche, 2017
- « Ylia de Hlanith » dans l’anthologie La Clef d’argent des Contrées du rêve, 2017 (forme versi-fiée) Mnémos, mars 2017, 256 pages  (ISBN 978-2-35408-546-9)
- « Les Arbres sont des gens comme les autres » dans l'anthologie Utopiales 2017, paru dans ActuSF, novembre 2017, 328 pages  (ISBN 978-2-36629-856-7)
- « Coucher de soleil sur Xkurulub (vue d’artiste) » dans l'anthologie Civilisations, dirigée par H. Marchetto, Éd. Les Vagabonds du Rêve, juin 2018, 276 pages  (ISBN 979-10-91437-24-0)
- « La Spéciale du chef aux champignons » dans l'anthologie Marmite & Micro-ondes, dirigée V. Corlaix et O. Gechter, Éd. Géphyre, mai 2021, 416 pages  (ISBN 978-2-490418-49-7)

### Anthologies
- Super-Héros ! (codirigée avec Michaël Fontayne) ; Éd. Parchemins & Traverses, février 2010, 384 pages  (ISBN 978-2-9524693-5-7)
- L’École, Éd. Parchemins & Traverses, décembre 2012, 274 pages  (ISBN 978-2-9524693-7-1)

### Bandes dessinées en collaboration
- Les Naufrageurs du Bois-Luisant, dans Fiction tome 14 (avril 2012), avec Colville Petipont
- Mais au fait comment est-ce que tout ça a commencé ? dans Fiction, tome 15 (octobre 2012), avec Colville Petipont
- Chats perchés, dans Fiction tome 19 (juin 2014), avec Colville Petipont